# Chloroclystis bilineolata
Chloroclystis bilineolata là một loài bướm đêm trong họ Geometridae.